# Foinikária
Foinikária är en ort i Cypern.   Den ligger i distriktet Eparchía Lemesoú, i den centrala delen av landet, 50 km sydväst om huvudstaden Nicosia. Foinikária ligger 106 meter över havet och antalet invånare är 254. Den ligger på ön Cypern.
Terrängen runt Foinikária är huvudsakligen kuperad, men söderut är den platt. Trakten runt Foinikária är ganska tätbefolkad, med 120 invånare per kvadratkilometer. Närmaste större samhälle är Limassol, 9,3 km sydväst om Foinikária. Trakten runt Foinikária är i huvudsak ett öppet busklandskap.